# Hermann Wilhelm Soltau

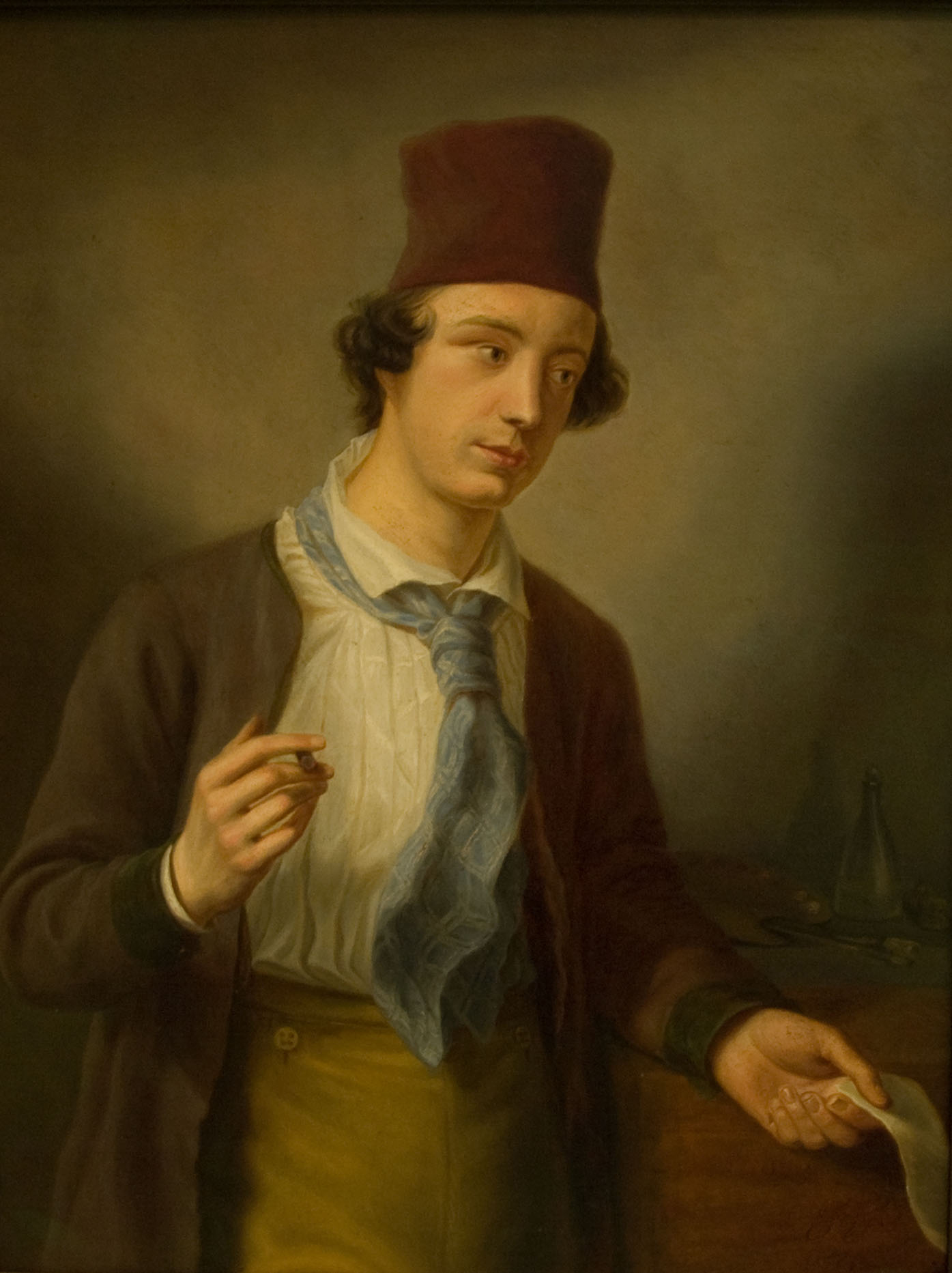
Porträt Hermann Wilhelm Soltau von Günther Gensler, Studie zu dem Gruppenporträt von 1840, entstanden in dem Zeitraum von 1838 bis 1840, Museum für Hamburgische Geschichte

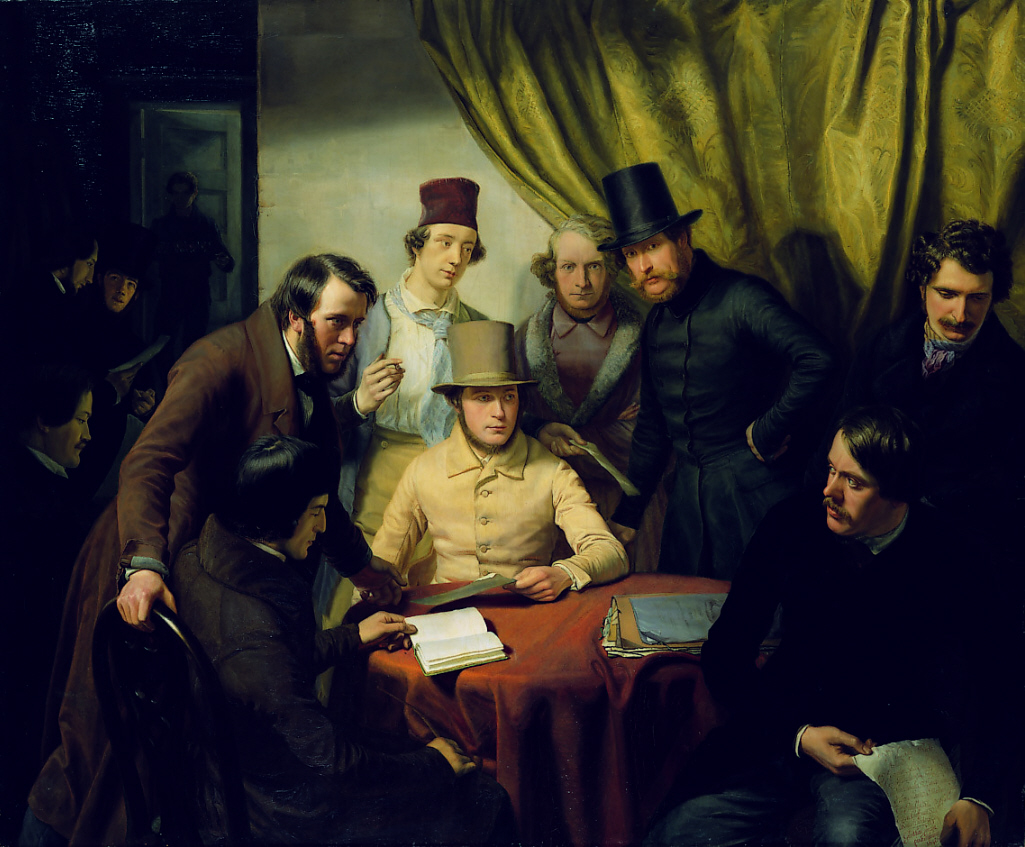
Die Mitglieder des Hamburger Künstlervereins, mit Hermann Wilhelm Soltau, von Günther Gensler, 1840, Hamburger Kunsthalle

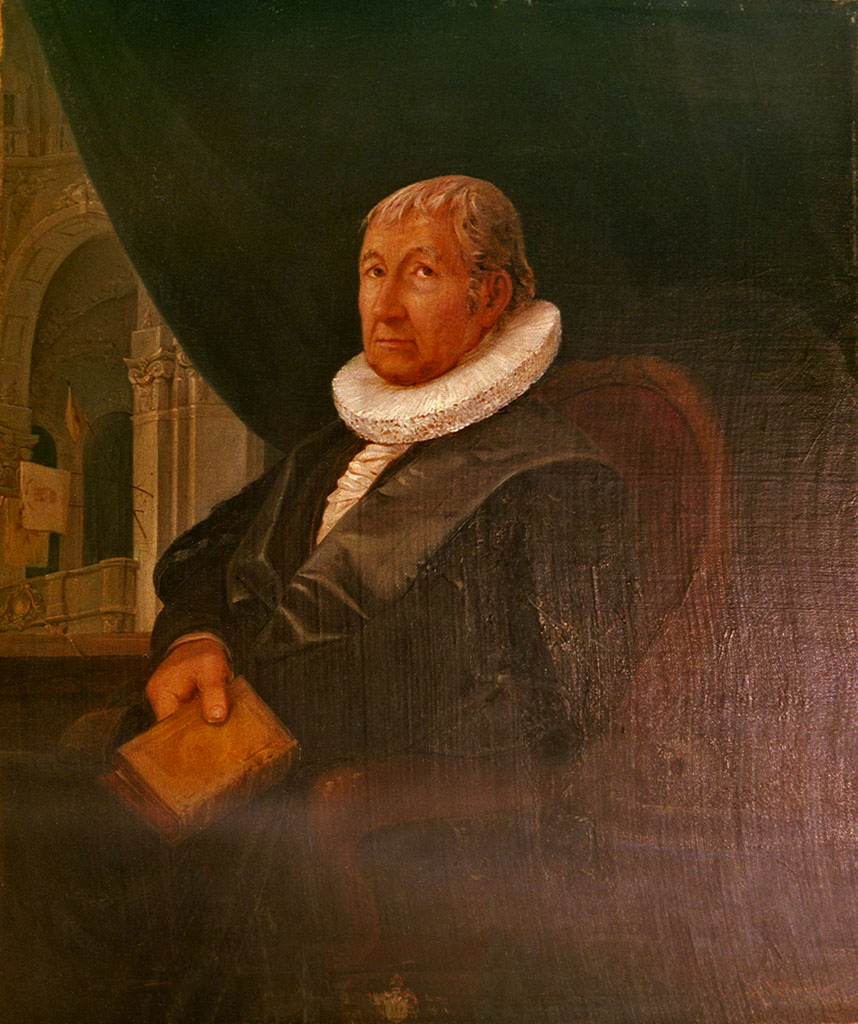
Porträt (posthum) Carsten Wilhelm Soltau (in der Hauptkirche St. Michaelis), 1838, Hamburger Kunsthalle

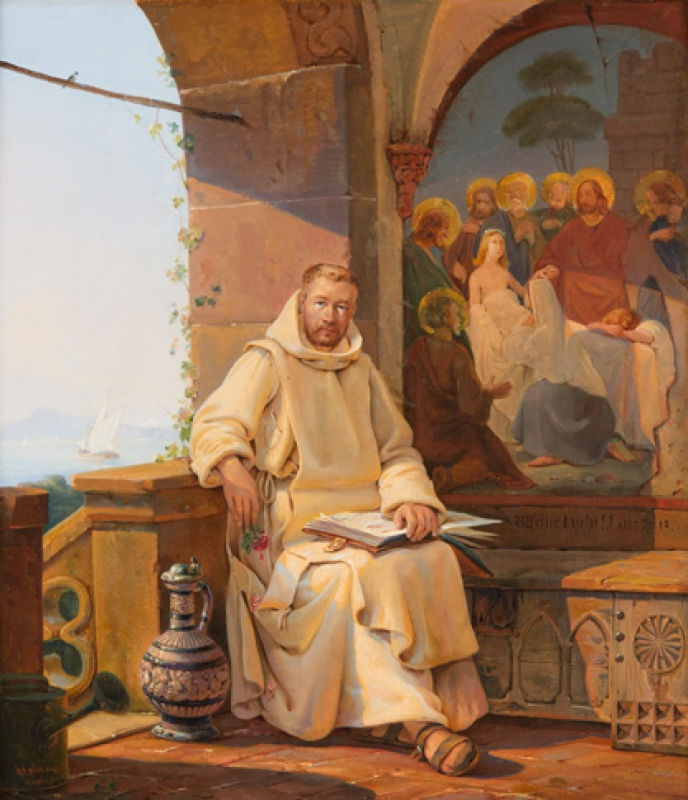
Der Kartäusermönch, 1839

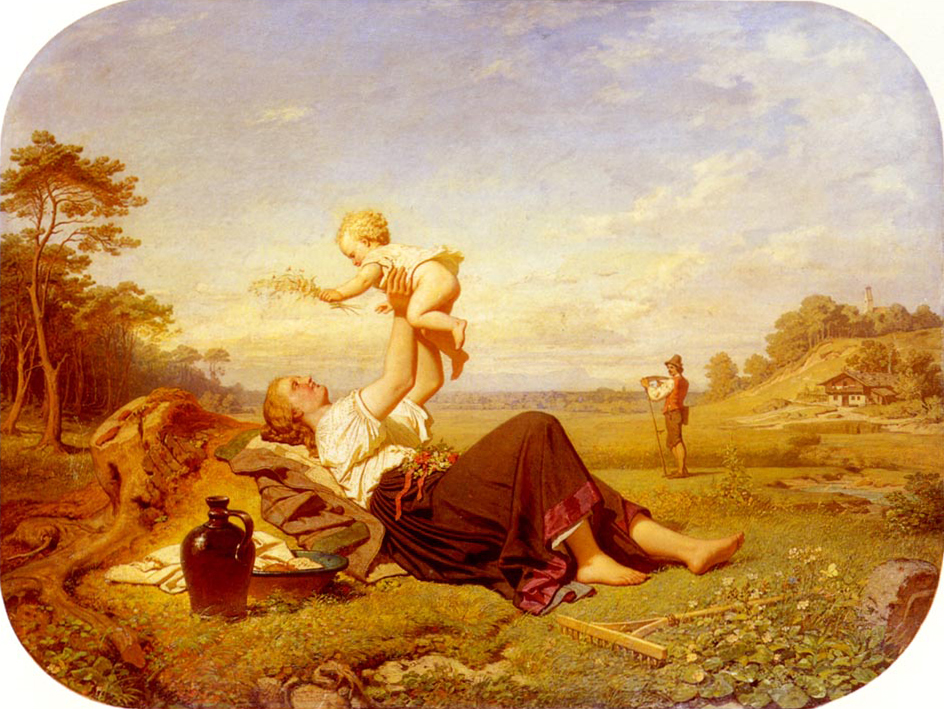
Eine kleine Ablenkung, vor 1840

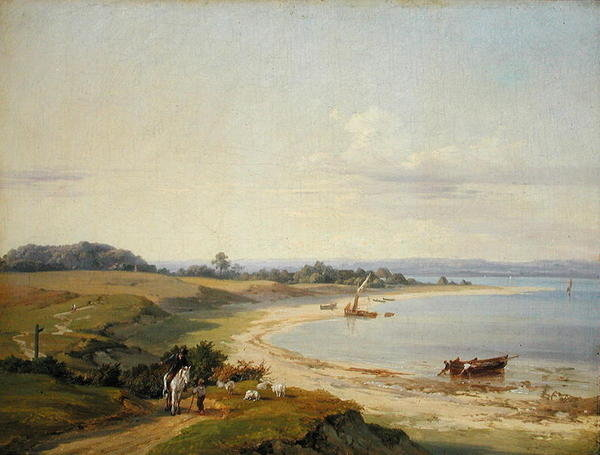
Küstenlandschaft, vor 1841, Hamburger Kunsthalle

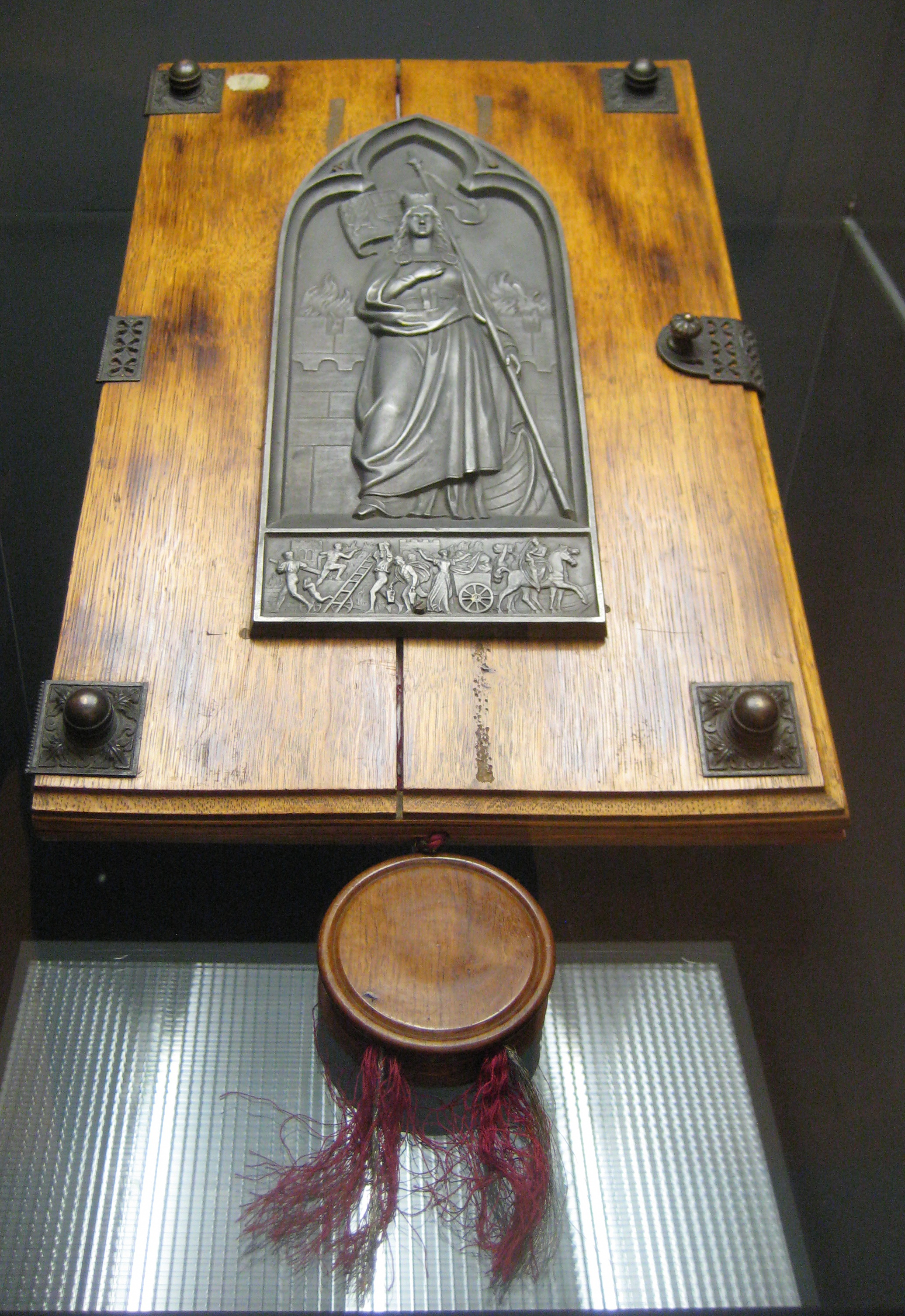
Hamburger Danksagungstafel (Außenansicht) für Hilfe nach dem Hamburger Brand an Nikolaus I., 1843, Eremitage, Sankt Petersburg

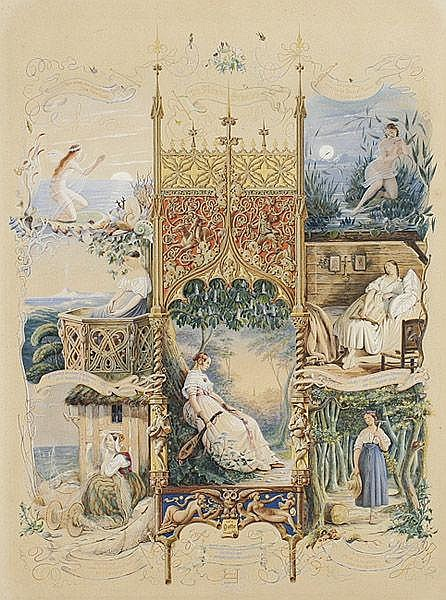
Nähe des Geliebten, Illustration zum gleichnamigen Gedicht von Johann Wolfgang von Goethe, 1845

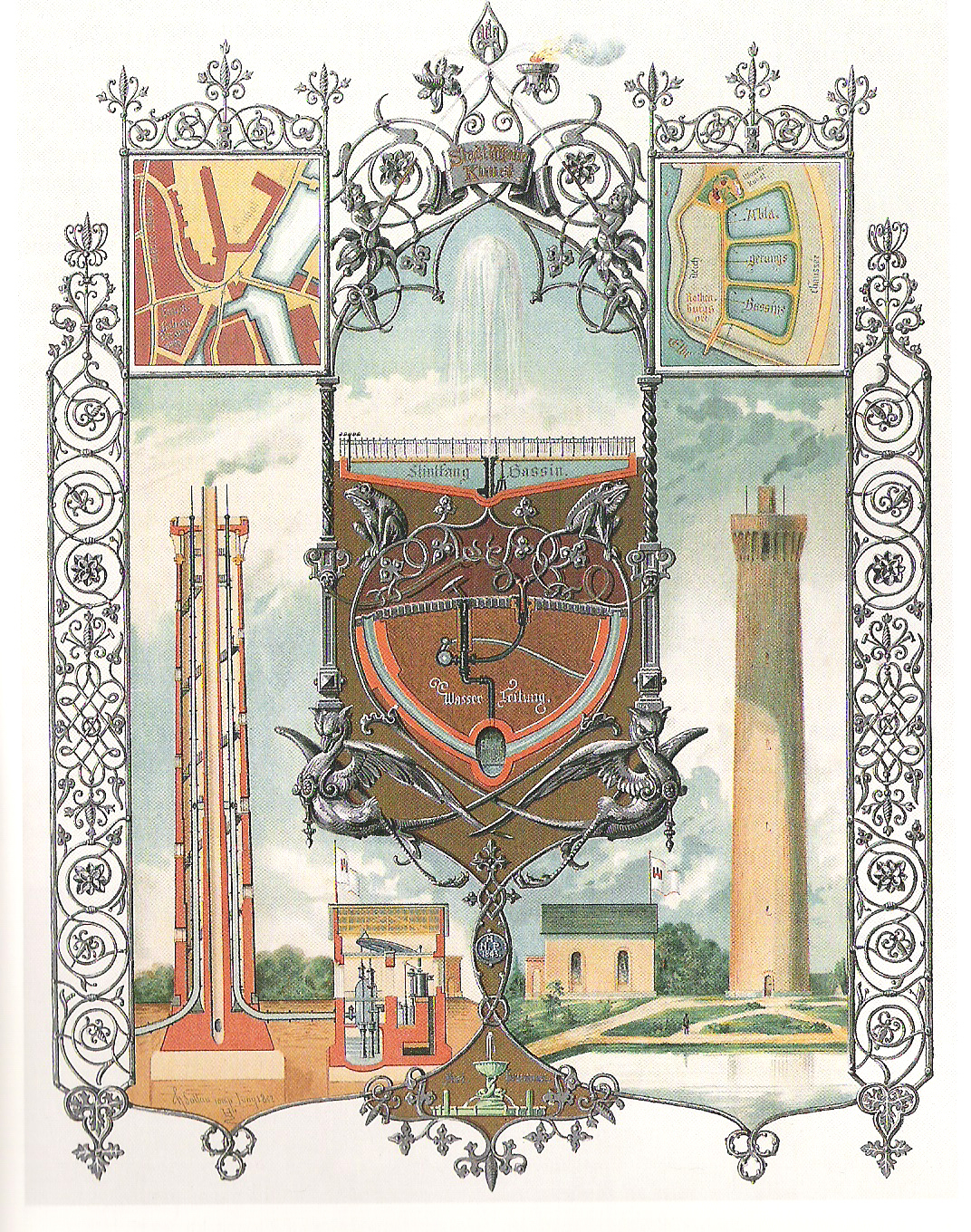
Eines der zwölf Blätter aus dem Lindley-Album von 1852 (Nachdruck von 1900). Blatt mit abgebildeten Wasserturm Hamburg-Rothenburgsort

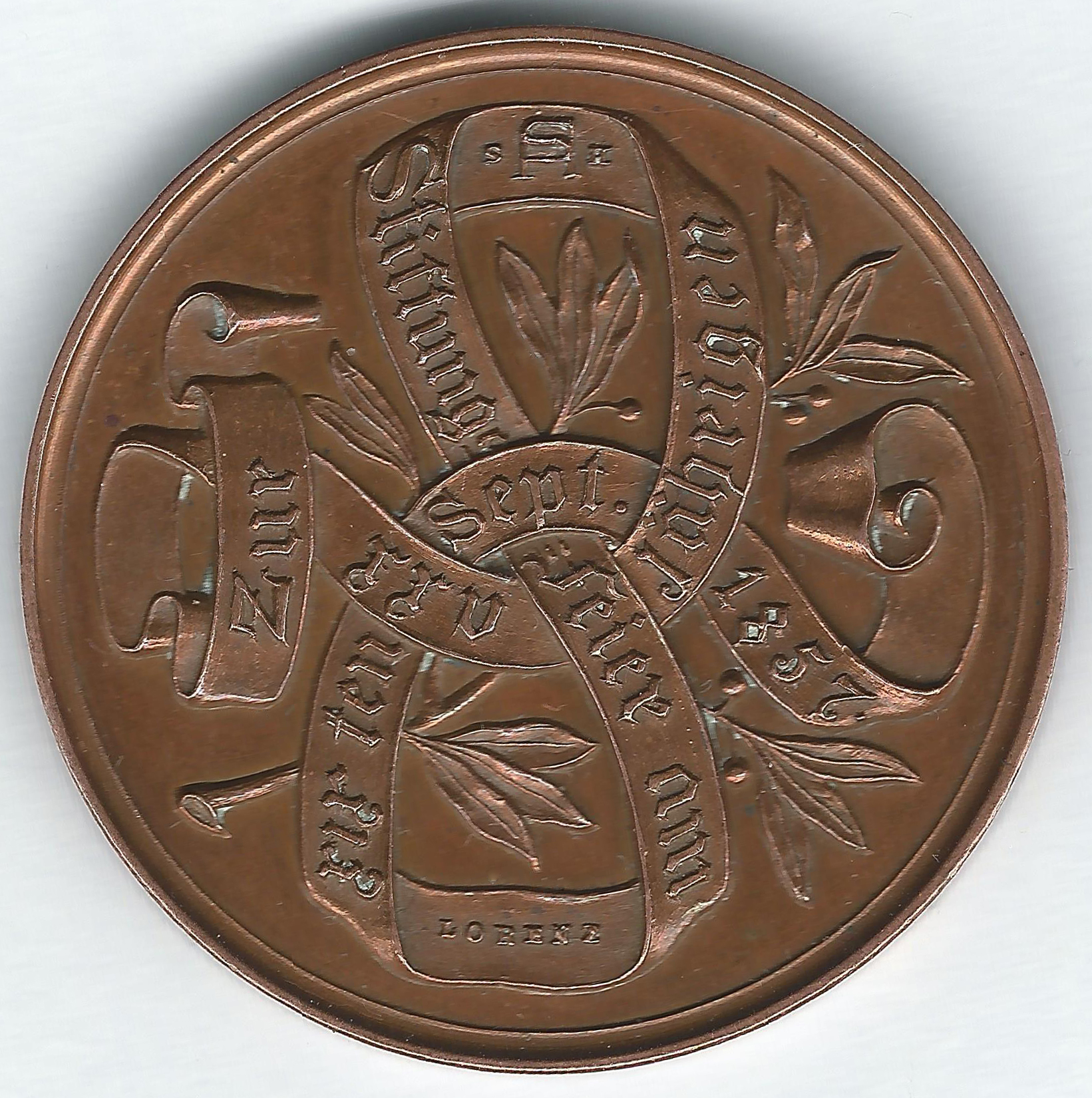
Medaille anlässlich des 25-jährigen Stiftungsfestes des Hamburger Künstlervereins 1857, Vorderseite

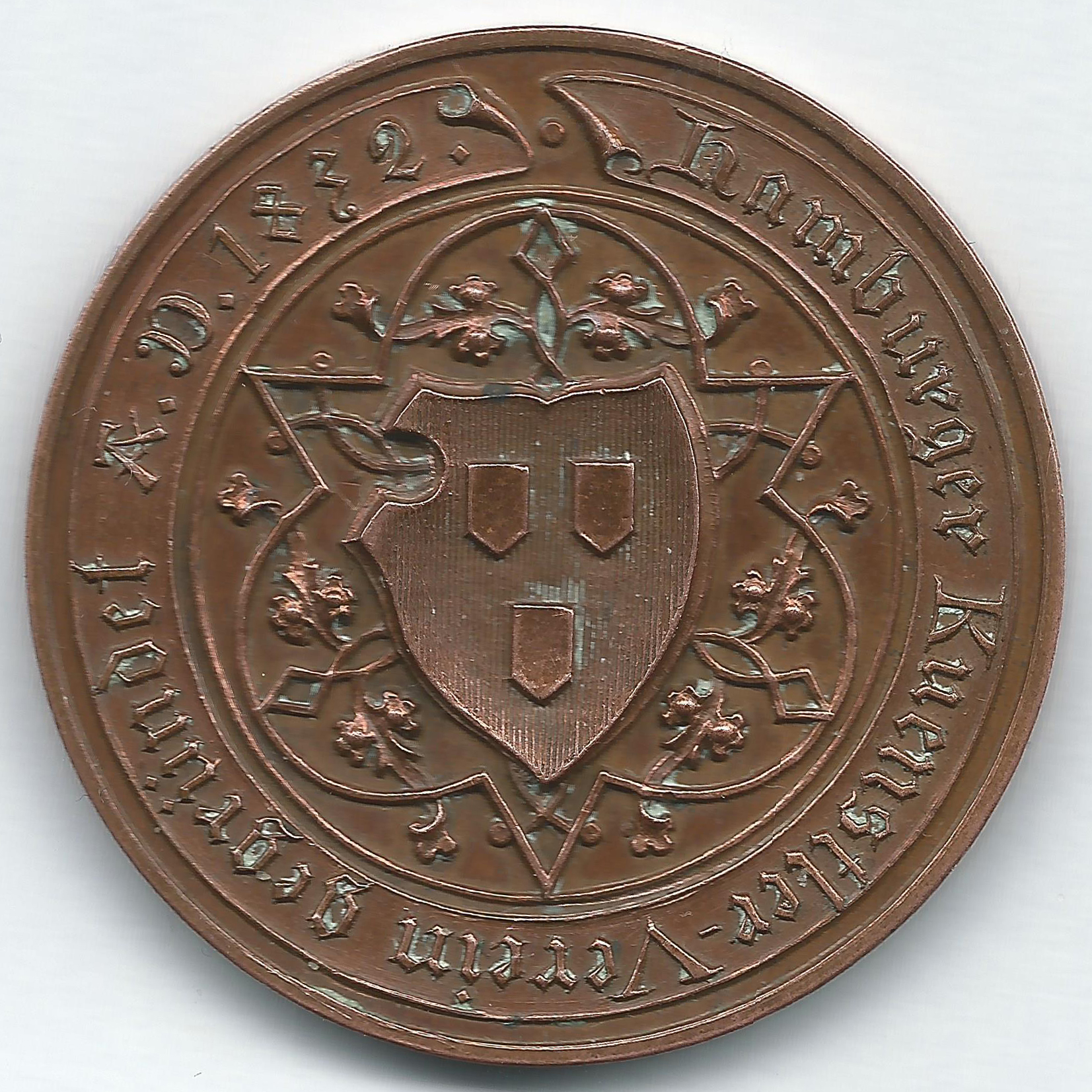
Medaille anlässlich des 25-jährigen Stiftungsfestes des Hamburger Künstlervereins 1857, Rückseite

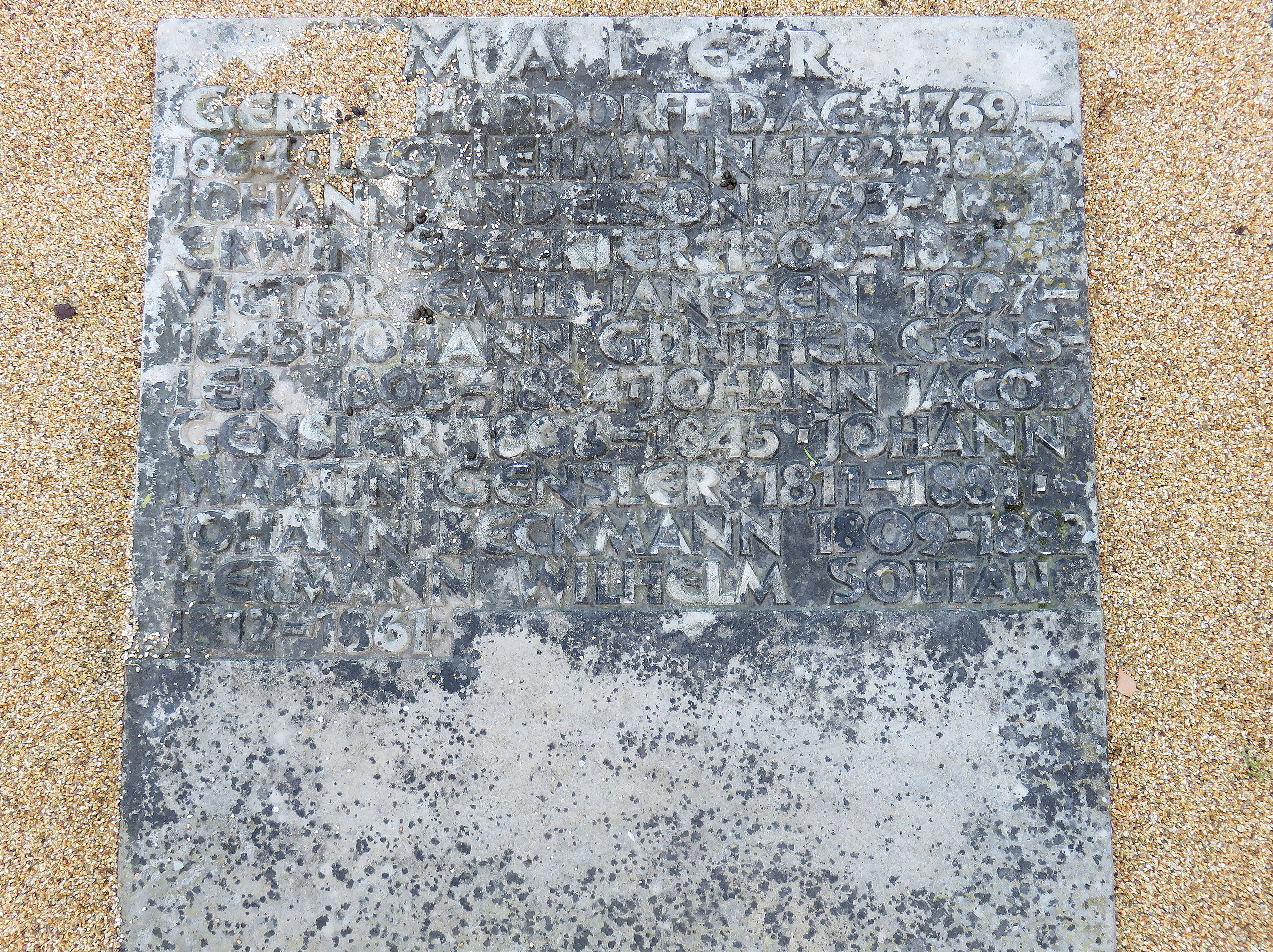
„Hermann Wilhelm Soltau“, Sammelgrabmal Maler, Friedhof Ohlsdorf

Hermann Wilhelm Soltau (* 9. Juli 1812 in Hamburg; † 14. Mai 1861 ebenda) war ein deutscher Maler, Illustrator und Grafiker der Hamburger Schule.

## Leben
Hermann Wilhelm Soltau wurde als Sohn des Kaufmanns Carsten Wilhelm Soltau und dessen Frau Johanna Henriette Catharina, geborene Sprockhoff in Hamburg geboren. Dietrich Wilhelm Soltau war der Halbbruder seines Vaters.
Seine erste künstlerische Ausbildung erhielt Hermann Wilhelm Soltau von Gerdt Hardorff in Hamburg. 1831 studiert er in Rom. Am 6. November 1832 schrieb er sich an der Akademie der Bildenden Künste in München ein, wo er fortan studierte und sich der Genremalerei widmete. In seiner Münchner Zeit unternahm er Studienreisen nach Tirol, der Lombardei und Venedig. 1838 kehrte er von München nach Hamburg zurück. Dort stand er Günther Gensler Modell für dessen Gruppenporträt Die Mitglieder des Hamburger Künstlervereins, dessen Mitglied er seit 1837 war. Am 8. Januar 1838 trat er zudem dem Kunstverein in Hamburg bei. 1840 reiste Soltau über Antwerpen nach Paris. In Paris wohnte er 1841 am Quai Saint-Michel 13 im Quartier de la Sorbonne des 5. Arrondissements. Wie schon in München nahm er auch in Paris an Ausstellungen teil. 1844 wurde ihm im Salon de Paris eine Goldmedaille verliehen.
1848, im unruhigen Jahr der Februarrevolution in Frankreich, der Märzrevolution in Deutschland und der Märzrevolution in Dänemark kehrte er in den Norden zurück und schloss sich den Freikorps unter dem bayrischen Major Ludwig von der Tann an, die aus Freiwilligen aus Hamburg, Kiel und Magdeburg bestanden und in der Schleswig-Holsteinischen Erhebung gegen Dänemark kämpften. Zu den Freikorps gehörten auch die Maler Emil Bauch und Julius Bakof (1819–1857), die wie Soltau dem Hamburger Künstlerverein angehörten, sowie der Architekt und spätere Vorsitzende des Kieler Künstlervereins Gustav Ludolf Martens (1818–1882) und der Magdeburger Maler und Lithograf Friedrich Wilhelm Ferdinand Theodor Albert (* 1822). Da den preußischen Offizieren der regulären Schleswig-Holsteinischen Armee die Freikorps ein Dorn im Auge waren, wurden diese im Juli wieder aufgelöst. Im Wandsbeker Gehölz gab Ludwig von der Tann seinen Männern ein Abschiedsfest, bei dem die Standarte der Freikorps an den Hamburger Künstlerverein übergeben wurde. Gustav Ludolf Martens veröffentlichte danach sein in Hamburg veröffentlichtes Tagebuch eines Freiwilligen des von der Tann'schen Corps, für das Soltau ein Titelblatt entwarf. Es handelt sich dabei um eine Rahmengroteske, in der rechts und links jeweils drei bewaffnete Freiwillige dargestellt sind, darunter links ein Wappenschild mit dem doppelköpfigen Reichsadler des Deutschen Bundes, rechts ein Wappenschild der späteren Provinz Schleswig-Holstein, das auch die Schleswig-Holsteinische Armee nutzte, oben eine Ansicht von Altenhof und unten eine Darstellung des Gefechts bei dem Dorf Hoptrup in der Gemeinde Hoptrup Sogn. Der Entwurf, eine Federzeichnung, gelangte 1891 in die Kieler Kunsthalle, eine ebenfalls 1848 datierte Radierung nach dem Entwurf befindet sich in der Sammlung des Museums für Kunst und Gewerbe Hamburg.
1849 hielt Soltau sich eine Zeit in Lüneburg auf, um dortige Kunstschätze zu studieren. 1853 bis 1857 hatte er sein Atelier in der Gröningerstraße 31 (heute Willy-Brandt-Straße) im Stadtteil Hamburg-Altstadt. 1857 zog er zum Pferdemarkt 21 (heute Gerhart-Hauptmann-Platz) und 1858 zum Holländischen Brook 22 auf der Hamburger Insel Wandrahm, wo er bis zu seinem Tode arbeitete und wohnte. 1959 hielt er sich eine längere Zeit in Kiel auf und nahm am 28. Mai an einem Fest des Kieler Künstlervereins zu Ehren Albrecht Dürers teil, an dem auch der Hamburger Künstlerverein geladen war und dessen Einladungskarte er entwarf. Am 18. September kam der Hamburger Künstlerverein erneut nach Kiel, um gemeinsam mit dem Kieler Künstlerverein den 28. Stiftungstag des Hamburger Künstlerverein zu feiern. Bei der Feier überreichte Soltau dem Kieler Künstlerverein eine von ihm mit Feder und Aquarellfarbe angefertigte Dankesadresse im Namen des Hamburger Künstlervereins, die sich heute in der Sammlung der Schleswig-Holsteinischen Landesbibliothek in Kiel befindet. Für das Kieler Schillerfest am 9. November 1859 entwarf er Farbskizzen zu Friedrich Schillers Dramen für das Stellen Lebender Bilder. Zum Weihnachtsabend 1859 erschien ein lithografisches Gedenkblatt Soltaus, das in der Mitte das Schiller-Standbild aus Gips zeigte, das Engelbert Peiffer für das Kieler Schillerfest schuf und das während des Festes auf einem Sockel auf dem Alten Markt stand.
Hermann Wilhelm Soltau starb nach einer längeren Leidenszeit am 14. Mai 1861 in der Nacht zum 15. Mai in seiner Wohnung an einem Herzinfarkt. Einige Tage später wurde er unter großer Anteilnahme seiner Freunde und Kunstgenossen beerdigt. Das Banner des Hamburger Künstlervereins, zu dem er 1852 den Entwurf schuf, begleitete den Trauerzug. Aus Kiel kamen zwei Künstler, die im Namen des Kieler Künstlervereins einen Kranz zum Begräbnis brachten.
Auf dem Ohlsdorfer Friedhof im Bereich des Althamburgischen Gedächtnisfriedhofs, nahe dem Haupteingang des Friedhofs, wird auf dem Sammelgrabmal Maler unter anderen an Hermann Wilhelm Soltau erinnert.
Soltau ist mit Werken unter anderem in den Sammlungen der Hamburger Kunsthalle, des Vereins für Hamburgische Geschichte, des Altonaer Museums, des Museums für Kunst und Gewerbe Hamburg, der Kunsthalle zu Kiel, der Schleswig-Holsteinischen Landesbibliothek in Kiel, des Bayerischen Nationalmuseums in München, der Neuen Pinakothek in München, der Staatlichen Museen zu Berlin, der Eremitage in St. Petersburg und der National Gallery of Art in Washington, D.C., des Rhode Island School of Design Museums in Providence, der New York Public Library und der Bibliothèque nationale de France vertreten. Neben seinen Ölbildern schuf er eine Fülle von ornamentalen Gelegenheitsblättern, Illustrationen, Randzeichnungen, Miniaturen und Entwürfe für Kunstgegenstände sowie für kunstgewerbliche Gegenstände. Er war Mitglied des Hamburger Künstlervereins und Ehrenmitglied des Altertumsvereins zu Lüneburg. Er wurde neben Günther Gensler auch von Hermann Steinfurth in Öl porträtiert und von Joseph Puschkin gezeichnet. 1843 erschien ein Porträt, das Soltau zeigt, als Lithografie von C. Schulz in Paris.

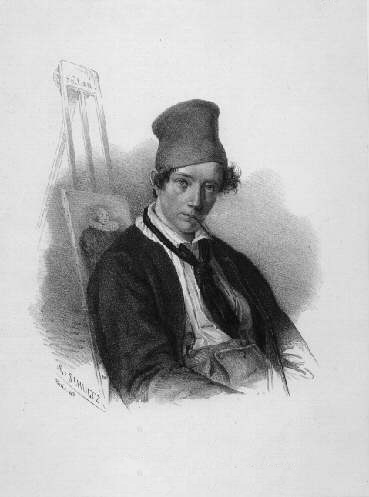
Hermann Wilhelm Soltau, Lithografie von C.Schultz, Paris, 1843
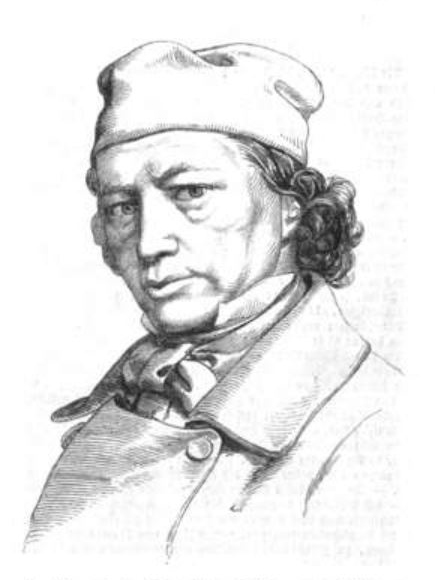
Hermann Wilhelm Soltau, Druck nach einer Zeichnung von Joseph Puschkin
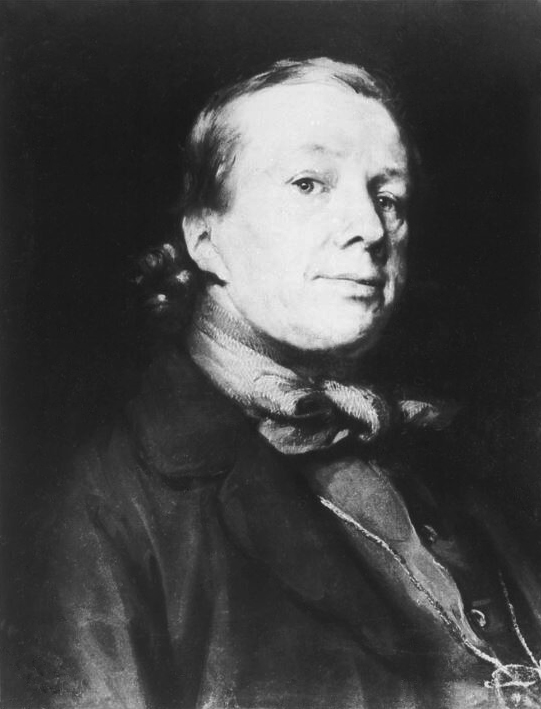
Hermann Wilhelm Soltau, Ölgemälde von Hermann Steinfurth (Schwarz-Weiß-Abbildung), Hamburger Kunsthalle
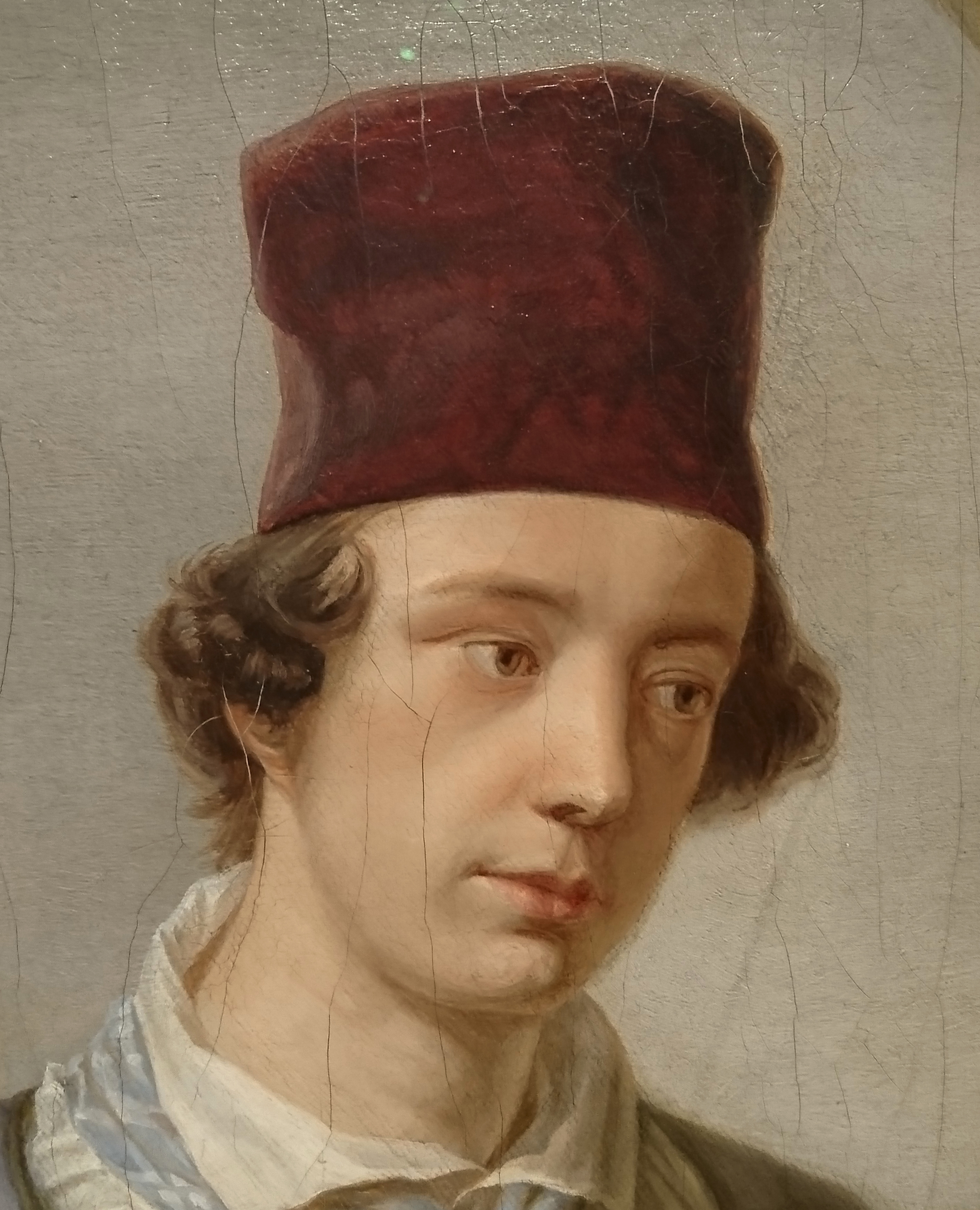
Ausschnitt aus Die Mitglieder des Hamburger Künstlervereins

## Auszeichnungen
- 1844: Goldmedaille im Salon de Paris

## Ausstellungen (Auswahl)
- 1835: Ausstellung im Kunstverein München – Ölgemälde Kapuziner, ein Mädchen beschenkend
- 1837: Ausstellung im Kunstverein München – Ölgemälde Vier Mönche mit einer Menge Bücher
- 1837: Ausstellung in Hamburg – Ölgemälde Ein Franziskanermönch unterrichtet drei Novizen (auch Franziskanerkloster)[7]
- 1838: Vierte Ausstellung des Hamburger Künstlervereins – Innere des Palazzo Castei in Venedig[8]
- 1838: Ausstellung in Halle, Hallescher Kunstverein – Ölgemälde Floßfahrt auf der Isar (bei München)[9]
- 1839: Ausstellung im Schauspielhaus in Hamburg – Ölgemälde Floßfahrt auf der Isar (bei München)[10]
- 1841: Ausstellung im Musée Royal (Louvre) – Ölgemälde Floßfahrt auf der Isar (bei München)[11]
- 1844: Salon de Paris

Posthum
- 1913: Hamburger Bildnisse (aus Privatbesitz) im Kunstverein in Hamburg – Porträt (posthum) Carsten Wilhelm Soltau (im Sessel mit Pfeife), Ölgemälde (aus dem Besitz von Frl. Marie Soltau)[12][13]

## Werke (Auswahl)
Maße: Breite × Höhe
- 183?: Landleute am Allerseelenfeste die Gräber ihrer Angehörigen schmückend
- 183?: Landwirt Hofer empfängt die Sterbesakramente
- 1832: Rauchender Maler an der Staffelei, Öl auf Leinwand, 25 × 26,3 cm – Kunsthalle zu Kiel[14] (Der abgebildete Maler stellt Georg Heinrich Crola dar. In der Nationalgalerie Berlin gibt es ein zweites Bild, gleichen Motives und nahezu gleicher Größe, das 1832 von Wilhelm Bendz gemalt wurde.[15])
- 1833: Junge Zillertalerin, nach links blickend, Bleistift auf Papier 16 × 20,5 cm[16]
- 1833: Kreuzgang in Berchtesgaden, Bleistift auf Papier, 19,5 × 23 cm[17]
- 1834: Porträt Veitel Ausserladscheider zum Kreiterer, Bleistift auf Papier, 20,3 × 24 cm[18]
- 1835: oder vorher Kapuziner, ein Mädchen beschenkend, Ölgemälde – ausgestellt 1835 im Kunstverein München, von diesem angekauft und am 16. Februar 1836 verlost[19]
- 1835: Afrikanerin und Gondoliere, Bleistift auf Papier, 21 × 12,5 cm[20]
- Ca. 1835: Kopf einer schwarzen Frau, Zeichnung, Graphit auf Velinpapier – Rhode Island School of Design Museum, Providence[21]
- Nach 1835: Porträt (posthum) Carsten Wilhelm Soltau (im Sessel mit Pfeife), Ölgemälde – ausgestellt 1913 in Hamburg
- 1837 oder vorher: Ein Franziskanermönch unterrichtet drei Novizen (auch Franziskanerkloster), Ölgemälde – ausgestellt 1837 in Hamburg
- 1837 oder vorher: Vier Mönche mit einer Menge Bücher, Ölgemälde – ausgestellt 1837 im Kunstverein München
- 1837: Floßfahrt auf der Isar (bei München), Öl auf Leinwand, 143 × 118 cm[22] – ausgestellt 1838 in Halle und 1841 in Paris – Neue Pinakothek
- 1838 oder vorher: Innere des Palazzo Castei in Venedig – ausgestellt 1838 in Hamburg
- 1838: Porträt (posthum) Carsten Wilhelm Soltau (in der Hauptkirche St. Michaelis), Ölgemälde – Hamburger Kunsthalle
- 1839: Der Kartäusermönch, Öl auf Leinwand, 36 × 43 cm
- 1839: Bildnis eines Biedermeierhernn, Miniatur, Höhe 9 cm[23]
- Vor 1840: Eine kleine Ablenkung, Öl auf Leinwand, 181 × 136 cm
- Vor 1841: Küstenlandschaft, Öl auf Leinwand, 44 × 33, Öl auf Papier (auf Holz befestigt) – Hamburger Kunsthalle
- 1843: Entwurf für die Hamburger Danksagungstafel für Hilfe nach dem Hamburger Brand an Friedrich August II. von Sachsen[24][25]
- 1843: Entwurf für die Hamburger Danksagungstafel für Hilfe nach dem Hamburger Brand an den König von Dänemark Christian VIII.
- 1843: Entwurf für die Hamburger Danksagungstafel für Hilfe nach dem Hamburger Brand an Zar von Russland Nikolaus I. – Eremitage, Sankt Petersburg
- 1843: Entwurf für die Hamburger Danksagungstafel für Hilfe nach dem Hamburger Brand an den König von Frankreich Louis-Philippe I.[26]
- 1843: 61 Kopien von Miniaturen, Porträts von bayerischen und nichtbayerischen Fürsten aus der königlichen Bibliothek in Paris für König Ludwig I. von Bayern, beginnend mit Norix und endend mit Herzog Siegmund
- 1843: Zeichnungen (mit A. S.) im Album de Mme Viardot-Garcia (Digitalisat)
- 1844: Zeichnungen für ein Gebetbuch nach alten Miniaturen mit Unterstützung von Erzbischof Denis Auguste Affre für Adélaïde d’Orléans
- 1845: Nähe des Geliebten, Illustration zum gleichnamigen Gedicht von Johann Wolfgang von Goethe, Wasserfarben auf Papier, 46,7 × 64 cm
- 1847: Variationen über deutsche Gedichte, Radierungen und Erläuterungen zu drei Gedichten, Die Geschlechter von Friedrich Schiller, Wiege und Grab von Johann Wolfgang von Goethe und Die Träne von Sutor[27]
- 1847: Geschnitzter gotischer Altar mit Szenen aus dem Leben Christi, Wasserfarben auf Papier, 24,1 × 29,8 cm[28]
- 1848: Das Gefecht bei Hoptrup, Radierung – Museum für Kunst und Gewerbe Hamburg
- 1848 bis 1851: Zeichnungen und Kopien von Miniaturen für die Bände von Le moyen âge et la renaissance (Digitalisate)
- 1849: Entwurf für ein Deckelpokal und zwei Löffel, Bleistift und Gouache auf Papier, 24,5 × 32,5 cm[29]
- 1850: Utensilien, Gouache auf Papier, 21 × 29,2 cm[30]
- 1851: Entwurf für ein Silberpokal des Hamburger Künstlervereins, der nicht realisiert wurde – Kunsthalle Kiel
- 1852: Zeichnungen im Lindley-Album (zur Vermählung von William Lindley und Jeanne Julie Heerlein). 1900 wurden 10 der 12 Tafeln nachgedruckt.[31][32][33]
- 1852: Porträt Heinrich Christian Meyer (nach einer Daguerreotypie)[34]
- 1852: Entwurf für das Banner, das Hamburger Frauen nähten und bestickten und 1852 dem Hamburger Künstlerverein aus Dankbarkeit überreichten
- 1857: Entwurf für einen Schreibtischaufsatz, der in Silber von Q. von Holten von Brahmfeld & Gutruf angefertigt wurde[35]
- 1857: Entwurf einer Medaille anlässlich des 25-jährigen Stiftungsfestes des Hamburger Künstlervereins am 19. September 1857. Sie wurde von Heinrich Lorenz graviert und hing am Lukaspokal.[36] Sie wurde außerdem in gewissen Auflagen in Bronze und Zinn von Heinrich Lorenz gepresst, vermutlich in der Königlichen Münze zu Altona, dessen Leiter er zu diesem Zeitpunkt war.[37]
- 1859: ABC für Kunst und Gewerk, entworfen von H. Soltau (26 Blatt)[38]
- 1859: Entwurf für Einladungskarten des Kieler Künstlerverein zu einem Fest in Kiel mit dem Hamburger Künstlerverein zu Ehren Albrecht Dürers, Tusche auf braunem Papier, weiß erhöht, 10,5 × 14,3 cm – Hamburger Kunsthalle, Kupferstichkabinett
- 1859: Dankadresse des Künstlerverein in Hamburg an den Künstlerverein in Kiel, Aquarell und Federzeichnung – Schleswig-Holsteinische Landesbibliothek, Kiel
- 1859: Zeichnungen der Kartons zur Ausschmückung der Aula des alten Gebäudes der Meldorfer Gelehrtenschule mit alten Wappen der Dithmarscher Kirchenspiele als Motive – Das Gebäude ist heute Teil des Dithmarscher Landesmuseums
- 1860: Gedenkblatt einer kostbaren Prachtbibel, das die Konventualinnen des Klosters Itzehoe der Priorin von Ahlefeld zu ihrem 50-jährigen Amtsjubiläum schenkten
- 1860: Entwurf eines Gedenkpokals in Form eines Trinkhorns, der in Buchsbaum, Elfenbein, Horn und Silber von Heinrich Friedrich Christoph Rampendahl angefertigt wurde,[39] mit der Widmung „Dem Herrn W. A. v. Rumohr Drült zum 13. Dezember 1860“[40] – Der Entwurf befindet sich in der Sammlung des Museums für Kunst und Gewerbe Hamburg
- 18??: Studie Heiligenfigur unter gotischem Bogen, Ölfarben und Bleistift auf Karton, 21 × 19 cm[41]
- 18??: Dame in rotem Umschlagetuch, Öl auf Eichenholz, 16 × 21 cm[42]
- 18??: Schneeballwerfende Kinder in einem spätgotischen Hofraume, Öl auf Leinwand, 40 × 31,2 cm[43]

## Schriften
- Mittelalterliche Kunstschätze in Lüneburg. In: Friedrich Baudri (Hrsg.): Organ für christliche Kunst, Nr. 17 vom 1. September 1860, Seite 198, 199 und 205 (Abbildung) (Digitalisat)